# Magnus von Eberhardt
Friedrich Wilhelm Magnus von Eberhardt (Berlin, 6. prosinca 1855. -  Berlin, 24. siječnja 1939.) je bio njemački general i vojni zapovjednik. Tijekom Prvog svjetskog rata zapovijedao je XV. i X. pričuvnim korpusom, te 7. i 1. armijom na Istočnom i Zapadnom bojištu.

## Vojna karijera
Magnus von Eberhardt rođen je 6. prosinca 1855. u Berlinu. U prusku vojsku stupio je 1874. godine nakon čega je u razdoblju od 1871. do 1873. pohađao Prusku vojnu akademiju. Nakon završetka akademije služio je u različitim vojnim jedinicama, da bi potom 1900. bio raspoređen kao stožerni časnik u Glavni stožer. Čin pukovnika dostigao je 1903. godine, general bojnikom je postao 1907. godine, dok je 1911. godine promaknut u čin general poručnika kada je dobio i zapovjedništvo nad 19. pješačkom divizijom smještenom u Hannoveru. U ožujku 1913. godine postaje vojnim guvernerom Strasbourga koji je tada bio u sastavu Njemačkog Carstva.

## Prvi svjetski rat
Na početku Prvog svjetskog rata Eberhardt dobiva zapovjedništvo nad Korpusom Eberhardt kojim je branio Gornji Alzas od francuskog napada. U prosincu 1914. postaje zapovjednikom XV. pričuvnog korpusa koji je nastao iz korpusa Eberhardt. Zapovijedajući navedenim korpusom sudjelovao je u invaziji na Srbiju, nakon čega je korpus prebačen na Zapadno bojište gdje sudjeluje u borbama oko Verduna.
U listopadu 1916. dobiva zapovjedništvo nad X. pričuvnim korpusom kojim zapovijeda sve do kolovoza 1918. godine. U tom razdoblju odlikovan je 20. svibnja 1917. i ordenom Pour le Mérite.

U kolovozu 1918. postaje privremeno zapovjednik 7. armije zamijenivši na tom mjestu Maxa von Boehna. Neposredno prije primirja, početkom studenog 1918. godine, Eberhardt dobiva zapovjedništvo nad 1. armijom zamijenivši na tom mjestu Otta von Belowa. Prvom armijom zapovijeda sve do njezine demobilizacije u prosincu 1918. godine.

## Poslije rata
Nakon demobilizacije 1. armije Eberhardt postaje zapovjednikom njemačkih snaga u Istočnoj Pruskoj koje su imale zadatak spriječiti upade poljskih snaga.
Magnus von Eberhardt preminuo je 24. siječnja 1939. godine u Berlinu u 83. godini života.

## Vanjske poveznice
(engl.) Magnus von Eberhardt na stranici Prussianmachine.com

(njem.) Magnus von Eberhardt na stranici Deutschland14-18.de  Arhivirana inačica izvorne stranice od 18. srpnja 2011. (Wayback Machine)
| Prethodnik:   | Zapovjednik 7. armije Magnus von Eberhardt | Nasljednik:   |
| Max von Boehn | Zapovjednik 7. armije Magnus von Eberhardt | Max von Boehn |

| Prethodnik:    | Zapovjednik 1. armije Magnus von Eberhardt | Nasljednik: |
| Otto von Below | Zapovjednik 1. armije Magnus von Eberhardt | nitko       |